# Парфёнов, Лев Александрович
Лев Александрович Парфёнов (8 мая 1929 – 8 сентября 2004, Москва) — советский и российский киновед, кинокритик. Заслуженный работник культуры РСФСР (1979).

## Биография
В 1952 году окончил киноведческий факультет Всесоюзного государственного института кинематографии (мастерская Николая Лебедева).
В 1952–1955 годах работал научным сотрудником отдела научной обработки отечественного фильмофонда, в 1955—1959 годах — заместителем директора по научной работе Госфильмофонда СССР.
В 1959—1965 годах был директором Всесоюзного бюро пропаганды советского киноискусства. В 1965—1973 годах  работал инструктором отдела культуры ЦК КПСС.
Затем много лет заведовал отделом кино газеты «Советская культура», был главным редактором субботнего приложения «Советское кино».
В 1979 году защитил диссертацию на соискание учёной степени кандидата искусствоведения на тему «Образ современного героя в творчестве С. А. Герасимова».
Член КПСС с 1955 по 1991 год.
Печатался с 1951 года.  Автор работ об актёрах и режиссёрах советского кино.